# RCD Espanyol
Reial Club Deportiu Espanyol de Barcelona (pronunție în catalană [rəˈjaɫ ˈkɫub dəpurˈtiw əspəˈɲɔɫ də βərsəˈɫonə]), cunoscut mai mult ca RCD Espanyol, sau simplu Espanyol, este un club sportiv care operează mai multe echipe în Barcelona, Spania, dintre care cea mai renumită este cea de fotbal. Cu toate că este umbrită de FC Barcelona, este a șasea cea mai bună echipă din Spania. Pe 2 august 2009 clubul s-a mutat pe Estadi Cornellà-El Prat, cu o capacitate 40.000 de spectatori, însă în trecut, Espanyol a mai evoluat pe Estadi Olímpic Lluís Companys (a găzduit Jocurile olimpice de vară din 1992), cu o capacitate de 52.926 de spectatori, cunoscut și ca Estadi Olímpic de Montjuïc, și Estadi de Sarrià.

## Istorie

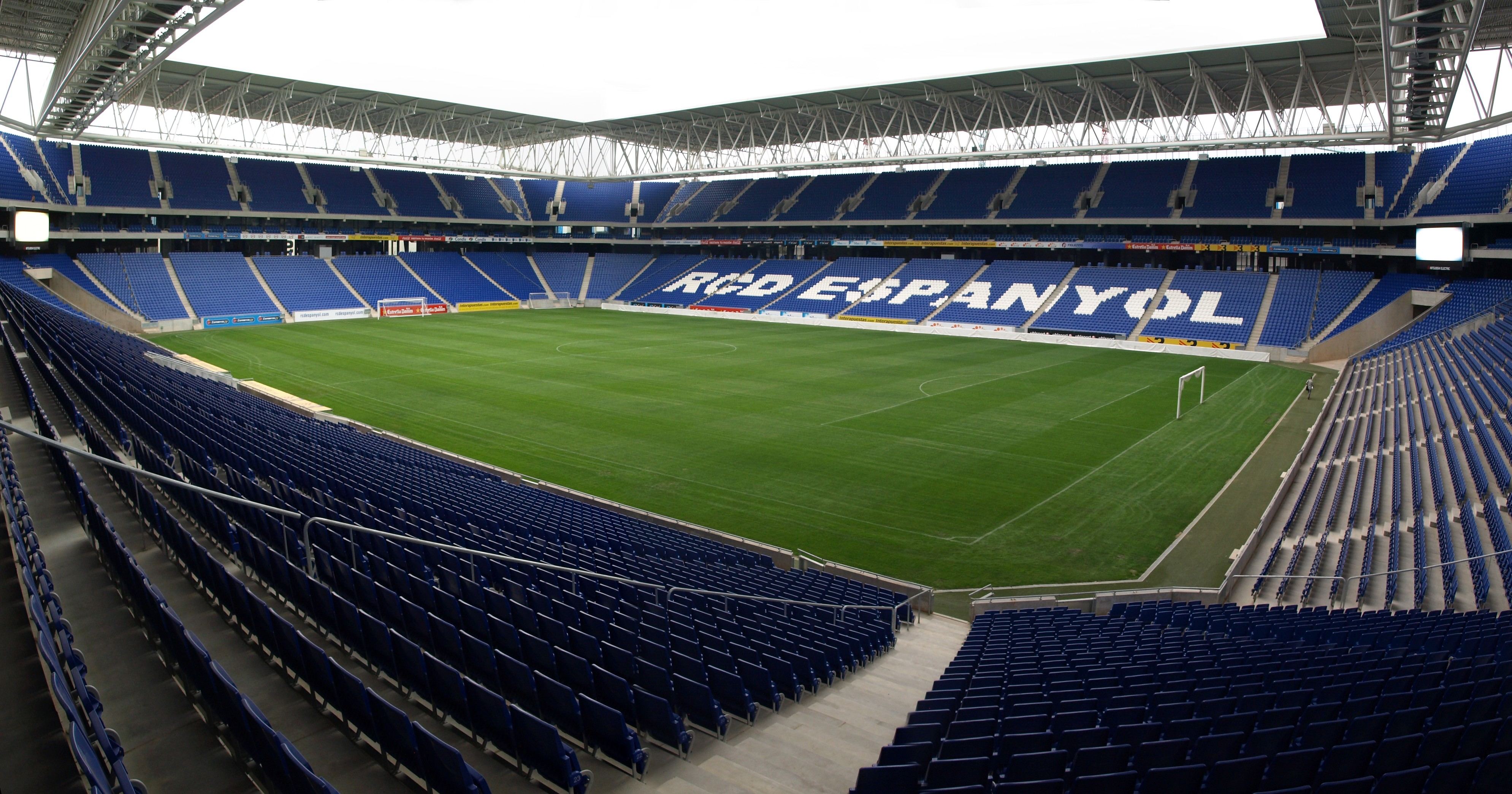
Stadionul clubului; Estadi Cornellà-El Prat

### Fondarea
Espanyol a fost fondat pe 28 octombrie 1900 de către Ángel Rodríguez, un student la Universitatea Barcelona. Sediul clubului a fost prima dată în districtul Sarrià și a fost inițial cunoscut ca Sociedad Española de Football. Un an mai târziu clubul și-a schimbat numele în Club Español de Fútbol. Espanyol a fost primul club din Spania care avea suporteri numai de origine spaniolă în opoziție cu cele formate de expatriați cum ar fi: FC Barcelona.
Clubul la început juca cu tricouri galbene aprins ,iar la șort fiecare purta ce culoare voia. Un prieten de-al fondatorului clubului avea o fabrică de textile și s-a întâmplat să îi rămână mai mult material de culoare galbenă de la o lucrare.În 1910 , clubul și-a schimbat numele în Club Deportivo Español și a ales culorile centrale albastrul și albul, atât pentru tricouri cât și pentru emblemă. Albastrul și albul au fost alese ca un tribut adus marelui amiral catalan Roger de Lluria, care a navigat pe Marea Mediterană și a protejat interesele Cataloniei. Clubul a avut succes încă de la început câștigând campionatul catalan de fotbal în 1903 și participând la Copa del Rey.

## Palmares

#### Național
Primera División
 Locul 3 (4): 1933, 1967, 1973, 1987
Segunda División
 Campioană (2): 1994, 2021
Cupa Regelui
 Campioană (4): 1929, 1940, 2000, 2006
 Finalistă (5): 1911, 1915, 1941, 1947, 1957
Cupa Regelui
 Finalistă (2): 2000, 2006

#### Regional
Campionatul Catalunia
 Campioană (9): 1903 , 1904, 1912, 1915, 1918, 1929 , 1933 , 1937 , 1940
 Vicecampioană (9): 1905, 1910, 1913, 1917, 1919, 1925, 1930, 1932, 1934
Cupa Catalunia
 Campioană (6): 1995, 1996, 1999, 2006, 2010, 2011.
 Vicecampioană (7): 1993, 1994, 2004, 2005, 2007, 2009, 2013
Supercopa  Catalunia
 Campioană (1): 2016
 Vicecampioană (2): 2014, 2018

#### Europa
UEFA Europa League
 Finalistă (2): 1988, 2007
 Cupa Orașelor Târguri
Sferturi de finală (2): 1962, 1966
Cupa Intertoto
 Campioană (1): 1968

## Lotul actual
La 5 august 2025.
| Nr. |         | Poziție | Jucător                        |
| --- | ------- | ------- | ------------------------------ |
| 1   | Spania  | P       | Ángel Fortuño                  |
| 2   | Spania  | F       | Rubén Sánchez                  |
| 3   | Spania  | F       | Miguel Rubio                   |
| 4   | Spania  | F       | Pablo Ramón                    |
| 5   | Spania  | F       | Fernando Calero                |
| 6   | Uruguay | F       | Leandro Cabrera (vice-căpitan) |
| 7   | Spania  | A       | Javi Puado (al 3-lea căpitan)  |
| 8   | Spania  | M       | Edu Expósito                   |
| 9   | Spania  | A       | Roberto Fernández              |
| 10  | Spania  | M       | Pol Lozano (al 4-lea căpitan)  |
| 11  | Spania  | A       | Pere Milla                     |

| Nr. |        | Poziție | Jucător                                     |
| --- | ------ | ------- | ------------------------------------------- |
| 12  | Spania | F       | José Salinas                                |
| 13  | Serbia | P       | Marko Dmitrović                             |
| 14  | Spania | M       | Ramon Terrats (împrumutat de la Villarreal) |
| 17  | Spania | A       | Jofre Carreras                              |
| 19  | Spania | A       | Kike García                                 |
| 20  | Spania | M       | Antoniu Roca                                |
| 22  | Spania | F       | Carlos Romero (împrumutat de la Villarreal) |
| 23  | Maroc  | F       | Omar El Hilali                              |
| 24  | Anglia | A       | Tyrhys Dolan                                |
| 27  | Spania | A       | Marcos Fernández                            |
|     | Spania | M       | Javi Hernández                              |

## Jucători marcanți
| - Pablo Cavallero - Nicolás Pareja - Mauricio Pochettino - Maxi Rodríguez - Pablo Zabaleta - Andreas Ogris - Theo Custers - Erwin Lemmens - Dominique Lemoine - Nasko Sirakov - Velko Yotov - Idriss Carlos Kameni - Thomas N'Kono - Pierre Womé - Azrack Mahamat - Carlos Caszely - Jaime Ramírez - Nenad Pralija - John Lauridsen - Juvenal Edjogo-Owono | - Nicolas Ouédec - Wakaso Mubarak - Steve Finnan - Ben Sahar - Pablo Daniel Osvaldo - Cyril Domoraud - Romaric - Shunsuke Nakamura - Akinori Nishizawa - Héctor Moreno - Francisco Palencia - Germán Villa - Moha - Mustapha Hadji - Armando Sá - Kalu Uche - Secundino Ayfuch - Miguel Ángel Benítez - Roberto "Gato" Fernández - Luis César Órtiz - Delio Toledo | - Paulo Sousa - Pizzi - Constantin Gâlcă - Florin Răducioiu - Gabriel Torje - Dmitri Galiamin - Igor Korneev - Dmitri Kuznetsov - Andrei Mokh - Savo Milošević - Milan Smiljanić - Vladimir Weiss - Josep Artigas - Crisant Bosch - Canito - Pedro de Felipe - Iván de la Peña - Gregorio Fonseca - Jesús Glaría - Iván Helguera | - Rosendo Hernández - Gabriel Jorge - José María - Ángel Lanchas - Luis García - Marañón - Francisco Marcet - Marcial Pina - Alberto Martorell - Eugenio Montesinos - Miguel Ángel Ochoa - Manuel Osorio - José Padrón - José Parra - Conrad Portas - Pitus Prat - Pepito Ramos - Albert Riera - Roberto Martínez - Isidro Rovira | - Sergio González - Pedro Solé - Miquel Soler - Daniel Solsona - Raúl Tamudo - Ricardo Teruel - Toni Jiménez - José Trías - Javier Urruticoechea - Martí Ventolrà - Juan Verdugo - José Luis Zabala - Ricardo Zamora - Tayfun Korkut - Antonio Pacheco - Darío Silva - Christian Stuani - Vasyl Rats - Branko Brnović |

## Antrenori
| Perioada | Nume               |
| -------- | ------------------ |
| 1922–24  | Edward Garry       |
| 1924–26  | Francisco Bru      |
| 1926–30  | Jack Greenwell     |
| 1930–33  | Patricio Caicedo   |
| 1933–35  | Ramón Trabal       |
| 1935     | Harry Lowe         |
| 1935–43  | Patricio Caicedo   |
| 1943–44  | Pedro Solé         |
| 1944–45  | Baltasar Albéniz   |
| 1946     | Crisant Bosch      |
| 1946–47  | Josep Planas       |
| 1947–49  | José Espada        |
| 1949–50  | Patricio Caicedo   |
| 1950–52  | Juan José Nogués   |
| 1952–54  | Alejandro Scopelli |
| 1954     | José Espada        |
| 1955     | Odilio Bravo       |
| 1955–57  | Ricardo Zamora     |
| 1957–58  | Elemér Berkessy    |

| Perioada | Nume               |
| -------- | ------------------ |
| 1958–59  | Marcel Domingo     |
| 1959–60  | Antonio Barrios    |
| 1960–61  | Ernesto Pons       |
| 1961     | Alejandro Scopelli |
| 1961     | Ricardo Zamora     |
| 1961     | José Luis Saso     |
| 1961     | Ricardo Zamora     |
| 1961–62  | Julián Arcas       |
| 1962–63  | Heriberto Herrera  |
| 1963     | Pedro Areso        |
| 1963–64  | Pedro Solé         |
| 1964–65  | László Kubala      |
| 1965–66  | Fernando Argila    |
| 1966     | José Espada        |
| 1966–68  | Jenő Kalmár        |
| 1968–69  | Antonio Argilés    |
| 1969–70  | Fernando Riera     |
| 1970     | Rafael Iriondo     |
| 1970–71  | Ferdinand Daučík   |

| Perioada                    | Nume                      |
| --------------------------- | ------------------------- |
| 1971–77                     | José Santamaría           |
| 1977–78                     | Heriberto Herrera         |
| 1978–80                     | José Antonio Irulegui     |
| 1980                        | Vicente Miera             |
| 1980–83                     | José María Maguregui      |
| 1983                        | Milorad Pavic             |
| Sept 13, 1983–30 iunie 1986 | Xabier Azkargorta         |
| 1 iulie 1986–13 martie 1989 | Javier Clemente           |
| 1989                        | Pepe Mauri                |
| 1989                        | Raúl Longhi               |
| 1989                        | José María García Andoaín |
| 1989–90                     | Benito Joanet             |
| 1990                        | Juanjo Díaz               |
| 28 iunie 1990–9 iunie 1991  | Luis Aragonés             |
| 1991                        | Ljupko Petrović           |
| 1991–92                     | Jaime Sabaté              |
| Jan 21, 1992–30 iunie 1992  | Javier Clemente           |
| 1992–93                     | José Manuel Díaz Novoa    |
| 1993                        | Juanjo Díaz               |

| Perioada                   | Nume                  |
| -------------------------- | --------------------- |
| 1993–96                    | José Antonio Camacho  |
| 1996–97                    | Pepe Carcelén         |
| 1997                       | Vicente Miera         |
| 1997                       | Paco Flores           |
| 1 iulie 1997–1 iunie 1998  | José Antonio Camacho  |
| 1 iulie 1998–Sept 6, 1998  | Marcelo Bielsa        |
| Sept 1998–Jan 00           | Miguel Ángel Brindisi |
| Jan 17, 2000–30 iunie 2002 | Paco Flores           |
| 1 iulie 2002–Oct 20, 2002  | Juande Ramos          |
| 2002                       | Ramón Moya            |
| Dec 18, 2002–Nov 4, 2003   | Javier Clemente       |
| Nov 4, 2003–30 iunie 2004  | Luis Fernández        |
| 1 iulie 2004–30 iunie 2006 | Miguel Ángel Lotina   |
| 1 iulie 2006–30 iunie 2008 | Ernesto Valverde      |
| 1 iulie 2008–Nov 30, 2008  | Tintín Márquez        |
| Dec 1, 2008–Jan 20, 2009   | Mané                  |
| Jan 20, 2009–Nov 26, 2012  | Mauricio Pochettino   |
| Nov 28, 2012–              | Javier Aguirre        |

## Președinți
| Perioada | Nume                    |
| -------- | ----------------------- |
| 1900–02  | Ángel Rodríguez Ruiz    |
| 1902–06  | Josep María Miró Trepat |
| 1906–09  | no activities           |
| 1909     | Julià Clapera Roca      |
| 1909–10  | Ángel Rodríguez Ruiz    |
| 1910–11  | Evelio Doncos           |
| 1911–12  | Josep García Hardoy     |
| 1912–13  | Santiago de la Riva     |
| 1913–14  | Alfonso Ardura          |
| 1914–15  | Josep García Hardoy     |

| Perioada | Nume                |
| -------- | ------------------- |
| 1915–18  | José María Bernadas |
| 1918–19  | Manuel Allende      |
| 1919–20  | Victorià de la Riva |
| 1920–22  | Genaro de la Riva   |
| 1922–24  | Victorià de la Riva |
| 1924–25  | Santiago de la Riva |
| 1925–30  | Genaro de la Riva   |
| 1930–31  | Santiago de la Riva |
| 1931–33  | Javier de Salas     |
| 1933–42  | Genaro de la Riva   |

| Perioada | Nume                         |
| -------- | ---------------------------- |
| 1942–47  | Francisco Román Cenarro      |
| 1947–48  | José Salas Painello          |
| 1948–58  | Francisco Javier Sáenz       |
| 1958–60  | Frederic Marimón Grifell     |
| 1960–62  | Victorià Oliveras de la Riva |
| 1962–63  | Cesáreo Castilla             |
| 1963–67  | Josep Fusté                  |
| 1967–69  | Juan Vilá                    |
| 1969–70  | Josep Fusté                  |
| 1970–82  | Manuel Meler                 |

| Perioada | Nume                  |
| -------- | --------------------- |
| 1982–89  | Antonio Baró          |
| 1989     | Ferrán Martorell      |
| 1989–93  | Julio Pardo           |
| 1993–97  | Francisco Perelló     |
| 1997–11  | Daniel Sánchez Llibre |
| 2011–12  | Ramon Condal          |
| 2012–    | Juan Collet           |